# شکوفه‌تاریکی (ئی‌پی)
| بررسی انتقادی | بررسی انتقادی |
| منبع          | رتبه‌بندی      |
| ------------- | ------------- |
| کک‌مشین‌گلو     | ۱۸%           |
| فکت           | ۳/۵           |
| پیچفورک       | ۷.۲/۱۰        |

شکوفه‌تاریکی (به انگلیسی: Darkbloom) آلبوم ترکیبی از موسیقی‌دانان کانادایی گرایمز و دی'اون می‌باشد که در ۱۸ آوریل سال ۲۰۱۱ از سوی آربوتوس رکوردز و هیپوز این تنکز به‌ترتیب ناشران گرایمز و دی'اون منتشر گردید. پروسهٔ خلق شکوفه‌تاریکی توسط گرایمز و دی'اون با یکدیگر انجام اما ضبط ترانه‌ها به‌صورت جداگانه انجام شده است.